# Achatina fulica
Achatina fulica är en snäckart som först beskrevs av Ferussac 1821.  Achatina fulica ingår i släktet Achatina och familjen Achatinidae. Inga underarter finns listade i Catalogue of Life.

## Bildgalleri

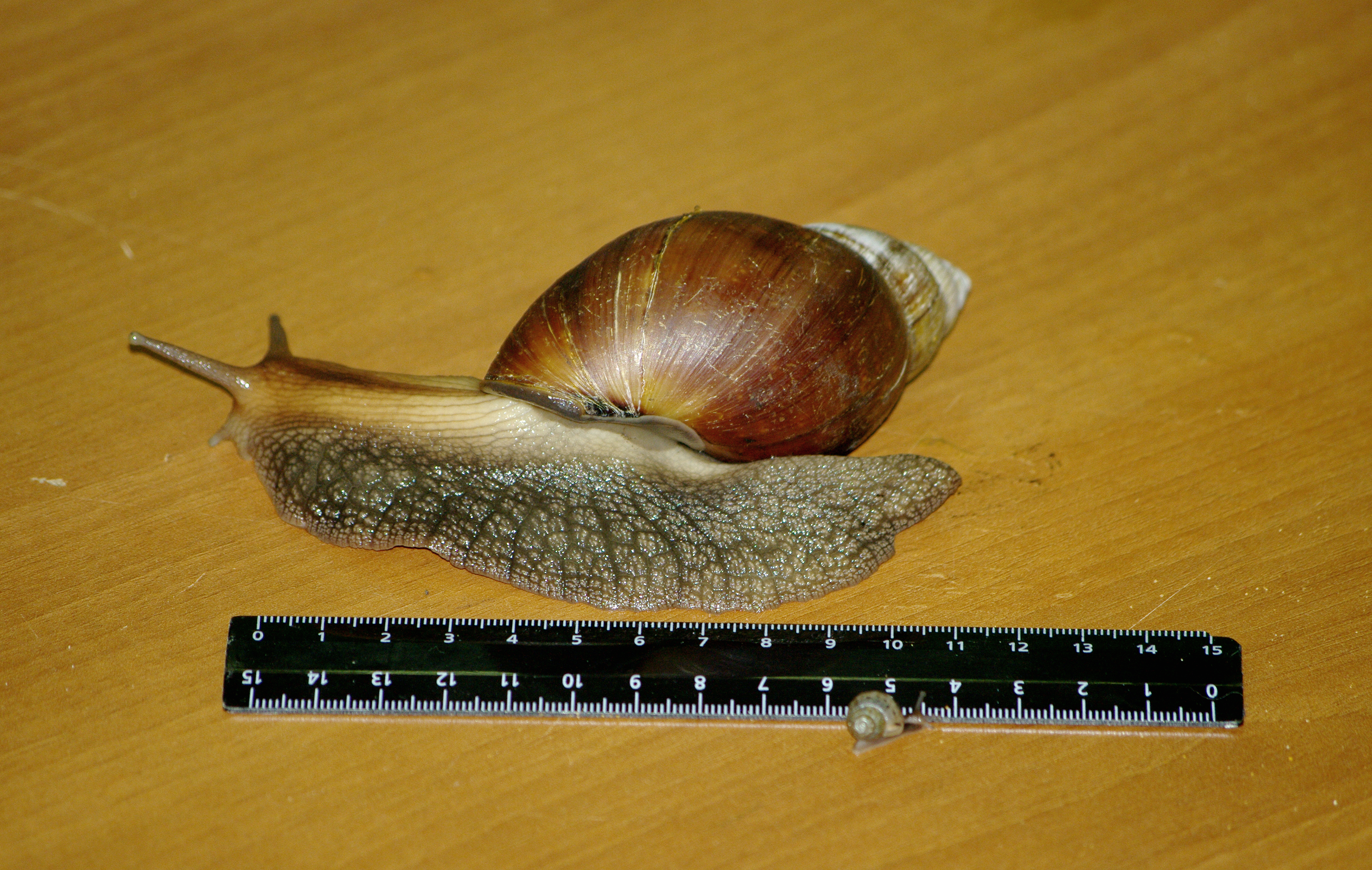
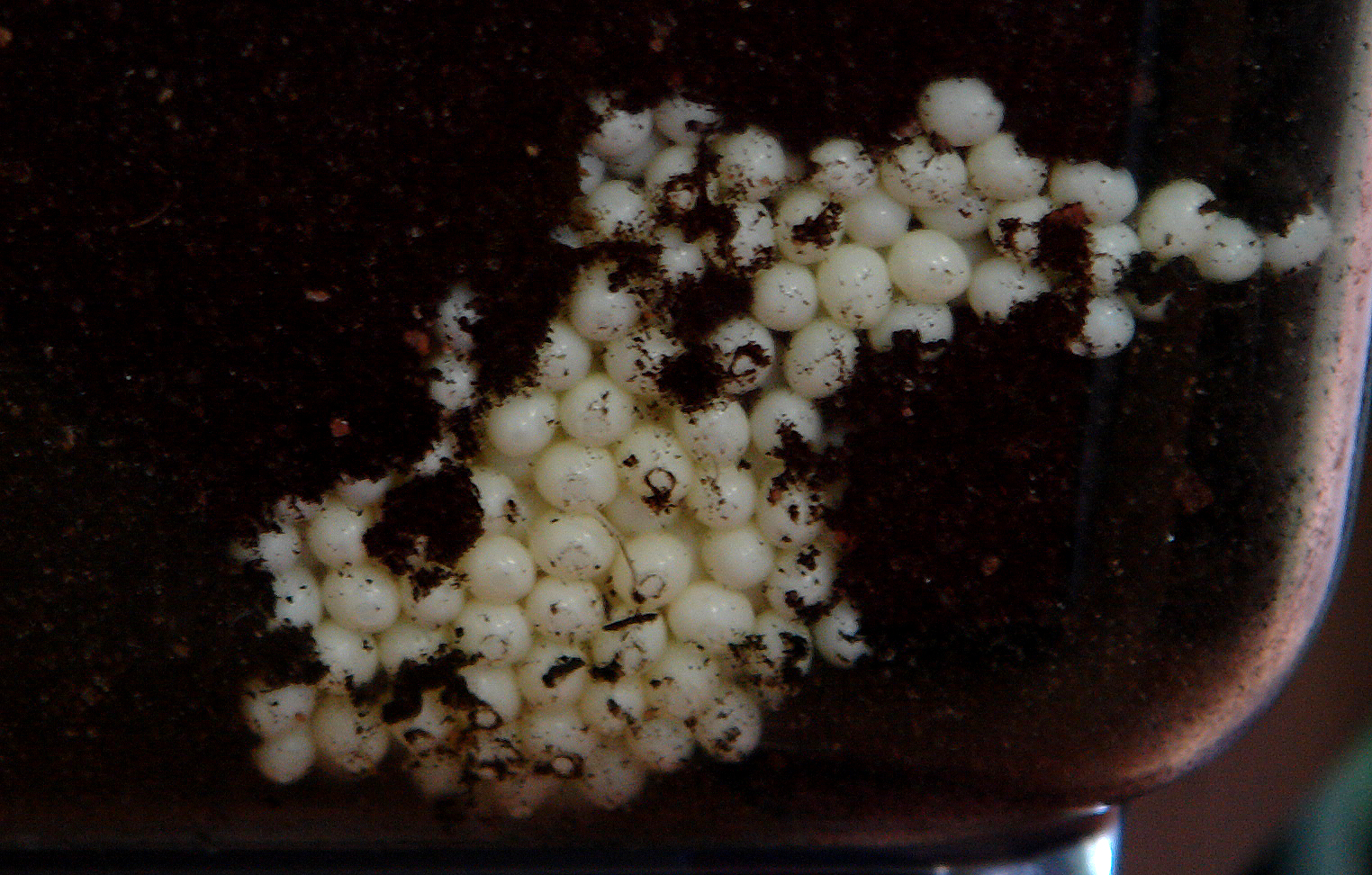
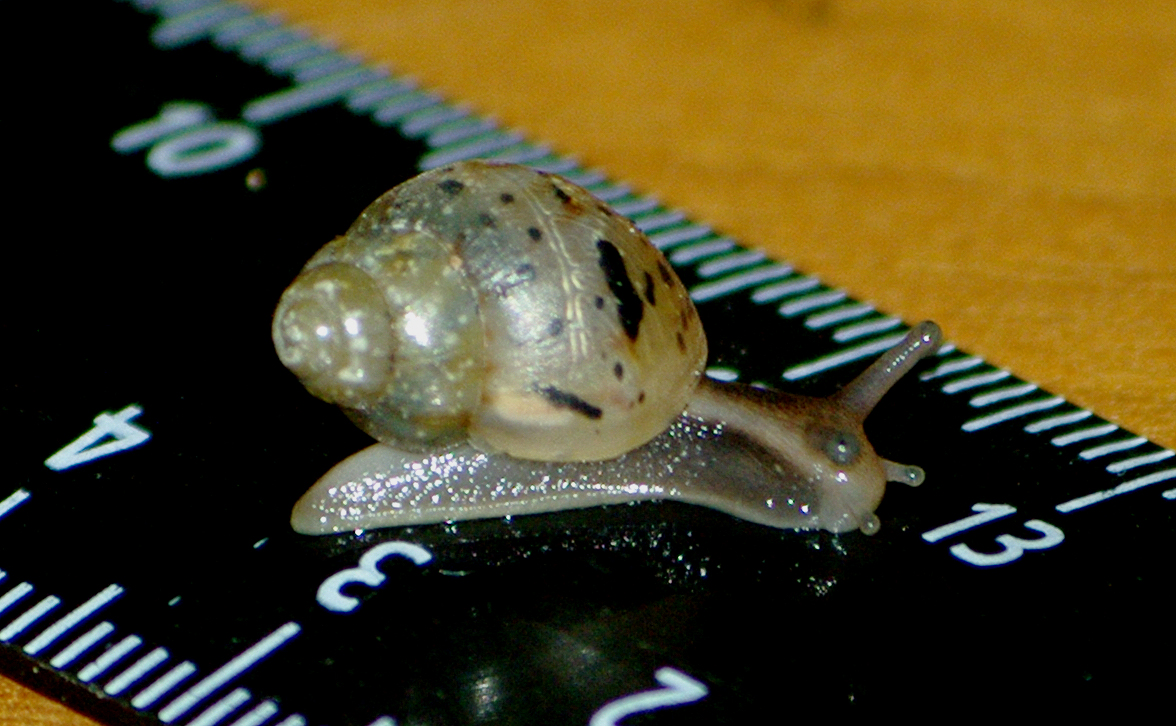
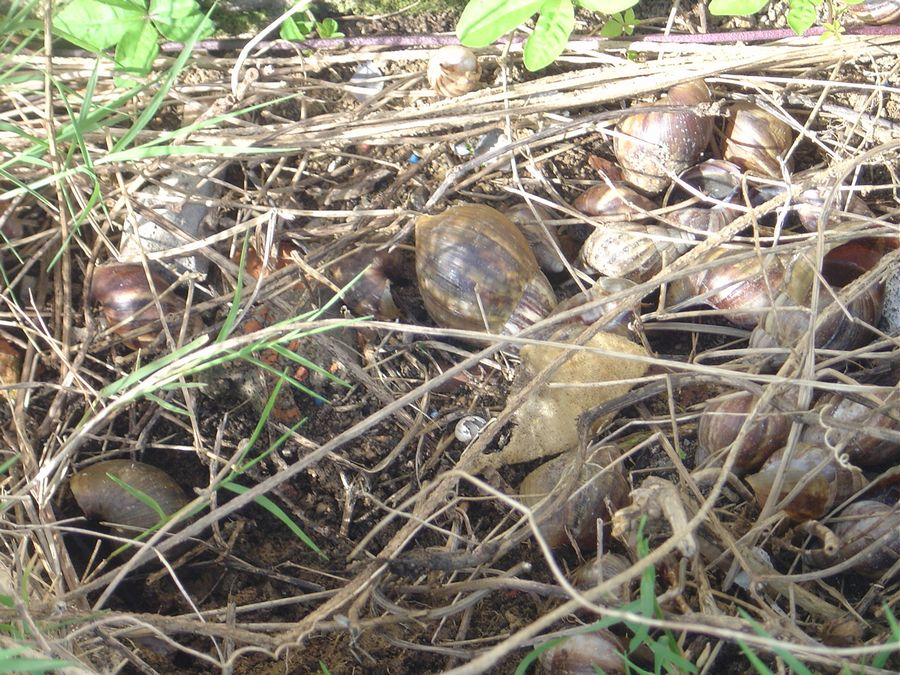
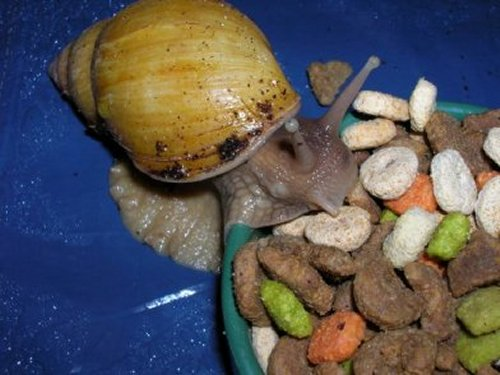
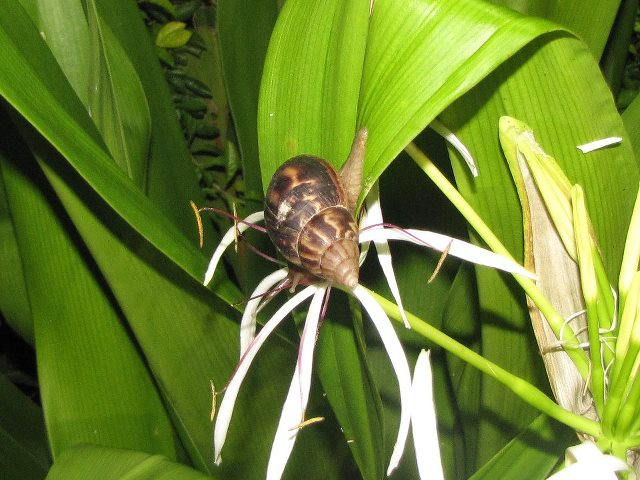